# Coppa del Mondo di slittino 1986
La Coppa del Mondo di slittino 1985/86, nona edizione della manifestazione organizzata dalla Federazione Internazionale Slittino, ebbe inizio il 14 dicembre 1985 a Sarajevo, in Jugoslavia, e si concluse il 23 febbraio 1986 a Saint Moritz, in Svizzera. Furono disputate 18 gare, sei per ogni tipologia (singolo uomini, singolo donne ed il doppio), in 6 differenti località. Nel corso della stagione si tennero anche i Campionati europei di slittino 1986 ad Hammarstrand, in Svezia, competizione non valida ai fini della Coppa del Mondo.
Le coppe di cristallo, trofeo conferito ai vincitori del circuito, furono assegnate all'italiano Norbert Huber per quanto concerne la classifica del singolo uomini, che bissò la vittoria nella specialità del doppio in coppia con l'altro azzurro Hansjörg Raffl, mentre la connazionale Marie-Luise Rainer conquistò il trofeo del singolo donne.

## Risultati
| Data                | Località    | Nazione        | Specialità       | Primi classificati                               | Secondi classificati                              | Terzi classificati                               |
| ------------------- | ----------- | -------------- | ---------------- | ------------------------------------------------ | ------------------------------------------------- | ------------------------------------------------ |
| 14-15 dicembre 1985 | Sarajevo    | Jugoslavia     | Donne – Singolo  | Marie-Luise Rainer Italia                        | Mária Jasenčáková Cecoslovacchia                  | Annefried Göllner Austria                        |
| 14-15 dicembre 1985 | Sarajevo    | Jugoslavia     | Uomini – Singolo | Norbert Huber Italia                             | Paul Hildgartner Italia                           | Markus Prock Austria                             |
| 14-15 dicembre 1985 | Sarajevo    | Jugoslavia     | Uomini – Doppio  | Thomas Schwab Wolfgang Staudinger Germania Ovest | Hansjörg Raffl Norbert Huber Italia               | Stefan Ilsanker Georg Hackl Germania Ovest       |
| 21-22 dicembre 1985 | Valdaora    | Italia         | Donne – Singolo  | Marie-Luise Rainer Italia                        | Annefried Göllner Austria                         | Veronika Oberhuber Italia                        |
| 21-22 dicembre 1985 | Valdaora    | Italia         | Uomini – Singolo | Norbert Huber Italia                             | Paul Hildgartner Italia                           | Hansjörg Raffl Italia                            |
| 21-22 dicembre 1985 | Valdaora    | Italia         | Uomini – Doppio  | Hansjörg Raffl Norbert Huber Italia              | Helmut Brunner Walter Brunner Italia              | Thomas Schwab Wolfgang Staudinger Germania Ovest |
| 4-5 gennaio 1986    | Oberhof     | Germania Est   | Donne – Singolo  | Cerstin Schmidt Germania Est                     | Gabriele Kohlisch Germania Est                    | Ute Oberhoffner Germania Est                     |
| 4-5 gennaio 1986    | Oberhof     | Germania Est   | Uomini – Singolo | Michael Walter Germania Est                      | Jörg Hoffmann Germania Est                        | Johannes Schettel Germania Ovest                 |
| 4-5 gennaio 1986    | Oberhof     | Germania Est   | Uomini – Doppio  | René Keller Lutz Kühnlenz Germania Est           | Jörg Hoffmann Jochen Pietzsch Germania Est        | Thomas Schwab Wolfgang Staudinger Germania Ovest |
| 11-12 gennaio 1986  | Königssee   | Germania Ovest | Donne – Singolo  | Cerstin Schmidt Germania Est                     | Gabriele Kohlisch Germania Est                    | Veronika Oberhuber Italia                        |
| 11-12 gennaio 1986  | Königssee   | Germania Ovest | Uomini – Singolo | Johannes Schettel Germania Ovest                 | Norbert Huber Italia                              | Michael Walter Germania Est                      |
| 11-12 gennaio 1986  | Königssee   | Germania Ovest | Uomini – Doppio  | Stefan Ilsanker Georg Hackl Germania Ovest       | Reindl Maximilian Burghardtswieser Germania Ovest | Jörg Hoffmann Jochen Pietzsch Germania Est       |
| 15-16 febbraio 1986 | Lake Placid | Stati Uniti    | Donne – Singolo  | Steffi Martin Germania Est                       | Ute Oberhoffner Germania Est                      | Cerstin Schmidt Germania Est                     |
| 15-16 febbraio 1986 | Lake Placid | Stati Uniti    | Uomini – Singolo | Norbert Huber Italia                             | Michael Walter Germania Est                       | Miroslav Zajonc Stati Uniti                      |
| 15-16 febbraio 1986 | Lake Placid | Stati Uniti    | Uomini – Doppio  | Hansjörg Raffl Norbert Huber Italia              | Stefan Ilsanker Georg Hackl Germania Ovest        | Thomas Schwab Wolfgang Staudinger Germania Ovest |
| 22-23 febbraio 1986 | St. Moritz  | Svizzera       | Donne – Singolo  | Cerstin Schmidt Germania Est                     | Steffi Martin Germania Est                        | Gabriele Kohlisch Germania Est                   |
| 22-23 febbraio 1986 | St. Moritz  | Svizzera       | Uomini – Singolo | Jörg Hoffmann Germania Est                       | Michael Walter Germania Est                       | Markus Prock Austria                             |
| 22-23 febbraio 1986 | St. Moritz  | Svizzera       | Uomini – Doppio  | Jörg Hoffmann Jochen Pietzsch Germania Est       | Hansjörg Raffl Norbert Huber Italia               | Thomas Schwab Wolfgang Staudinger Germania Ovest |

## Classifiche

### Singolo uomini
| Pos. | Nome              | Nazione        |
| ---- | ----------------- | -------------- |
| 1    | Norbert Huber     | Italia         |
| 2    | Johannes Schettel | Germania Ovest |
| 3    | Paul Hildgartner  | Italia         |

### Singolo donne
| Pos. | Nome               | Nazione      |
| ---- | ------------------ | ------------ |
| 1    | Marie-Luise Rainer | Italia       |
| 2    | Cerstin Schmidt    | Germania Est |
| 3    | Ute Oberhoffner    | Germania Est |

### Doppio
| Pos. | Nome                              | Nazione        |
| ---- | --------------------------------- | -------------- |
| 1    | Hansjörg Raffl Norbert Huber      | Italia         |
| 2    | Thomas Schwab Wolfgang Staudinger | Germania Ovest |
| 3    | Stefan Ilsanker Georg Hackl       | Germania Ovest |